# Волинська округа (1920—1921)
Волинська округа (пол. Okręg wołyński) — тимчасова адміністративно-територіальна одиниця другої інстанції (на правах воєводства), що існувала у 1920—1921 роках на частині земель, охоплених Договором про перемир'я й прелімінарні умови миру між Українською СРР і Російською СФРР та Польщею, підписаним 12 жовтня 1920 у Ризі. Утворена 20 грудня 1920 урядом Польської Республіки з більшої частини ранішої Волинської округи, яка перебувала під управлінням ЦУСЗ (1919—20), ЦУЗВіПФ (1920) та ТУПіЕТ (1920). Очолював округу начальник округи (пол. naczelnik okręgu), який був представником центрального уряду, відповідальним за виконання міністерських розпоряджень, та стояв над усіма органами влади і державними установами на ввіреній йому території.

## Історія
Після закінчення Першої світової війни на уламках трьох тодішніх імперій (Австро-Угорської, Німецької та Російської) утворилася нова держава — Друга Польська Республіка, яка намагалася об’єднати у своїх кордонах колись утрачені так звані «східні креси». Ці плани наштовхнулися на опір українців, білорусів і литовців, які виношували ідеї власних державних проектів. Однією з таких спірних територій, перетворених на арену військового і дипломатичного протистояння, стала і Волинська земля, західну частину якої упродовж 1919–1921 рр. було інтегровано до складу Польщі.
Остаточному становленню органів польської державної адміністрації на Волині сприяло завершення військових дій на польсько-радянському фронті й підписання 12 жовтня 1920 р. в Ризі прелімінарного миру між Радянською Росією та Радянською Україною, з одного боку, і Польською Республікою — з другого. У міжнародно-правовому вимірі, ця подія стала початком входження території Західної Волині до складу Польщі. Водночас почався процес державно-правової уніфікації північно-східних земель, у рамках якого 18 листопада оголошено про утворення тимчасової Волинської округи як адміністративної одиниці другої інстанції (на правах воєводства).
19 лютого 1921 Волинську округу було перетворено на Волинське воєводство.

## Устрій
До складу цієї округи ввійшли такі повіти попередньої Волинської округи:
- Володимирський
- Дубенський
- Ковельський
- Кременецький
- Луцький
- Острозький (частково)
- Рівненський
- Сарненський (утворений 15 березня 1920 р. з частини Рівненського і Овруцького повітів)

Крім того, округа включала Горохівський та Любомльський повіти (утворені 12 грудня 1920).